# Господар прстенова: Рат Рохирима
Господар прстенова: Рат Рохирима (енгл. The Lord of the Rings: The War of the Rohirrim) је аниме фантастични филм из 2024. године, који је режирао Кенџи Камијама, према сценарију који су написали Џефри Адис, Вил Метјус, Фиби Гитинс и Арти Папагеорџу, заснован на ликовима које је осмислио Џ. Р. Р. Толкин. Филм су продуцирале компаније New Line Cinema, Warner Bros. Animation, Domain Entertainment, Sola Entertainment и WingNut Films, а гласове ликовима позајмљују Брајан Кокс, Гаја Вајс, Лук Пасквалино и Миранда Ото. Радња је смештена 183 године пре филмске трилогије Господар прстенова и прати Хелма Маљшаку, легендарног краља Рохана, и његову породицу док бране краљевство од армије Данленђана.
Филм је најављен у јуну 2021. године, а развој је убрзан како би се спречило да New Line изгуби права на екранизацију Толкинових романа. До тог тренутка у пројекат су били укључени Камијама, продуценткиња Филипа Бојенс — која је била косценаристкиња филмске трилогије Питера Џексона — као и сценаристи Адис и Метјус. Гитинсова и Папагеорџу су прерадили сценарио, који се заснива на детаљима из додатака Толкиновог Господара прстенова, који покривају историју владара Рохана. Одлучили су да се фокусирају на Хелмову безимену ћерку, којој су дали име Хера за потребе филма. Sola Entertainment је обезбедила традиционалну 2Д анимацију, инспирисану визуелним стилом Џексонових филмова. Главна глумачка постава откривена је у јуну 2022. године, укључујући Гају Вајс у улози Хере и Миранду Ото, која је поновила своју улогу Јовајне из филмске трилогије. До јуна 2024, Џексон и Френ Волш, косценаристкиња његове трилогије, били су наведени као извршни продуценти.
Филм је премијерно приказан 5. децембра 2024, док је биоскопски објављен 13. децембра исте године. Наишао је на помешане реакције критичара и зарадио преко 20 милиона долара широм света.

## Радња
Описујући догађаје који су се одиграли 183 године пре дешавања филмске трилогије Господар прстенова, принцеза Јовајна приповеда причу о Хери, ћерки краља Хелма Маљшаке од Рохана, која неће бити запамћена у великим причама или песмама.
Фрека, господар из народа Данленђана, долази у дворану краља Хелма са својим сином Вулфом, Херином пријатељем из детињства. Фрека је бесан што Хера треба да се уда за господара Гондора и покушава да уговори брак између Вулфа и Хере како би преотео престо Рохана. Вулф жели да ожени Херу, али она није заинтересована за удају. Хелм и Фрека започињу борбу песницама испред краљевске дворане, током које Хелм случајно убија Фреку једним ударцем, чиме добија надимак „Маљшака”.
Вулф се заклиње на освету, након чега одлази и годинама се не чује за њега. Једног дана, Хера и њен рођак Фреалаф, који је делимично пореклом од Данленђана, наилазе на мртвог ратника са југа, јахача мумакила. Његов мумакил, разбеснео, појављује се и напада; Хера га намами у шумско језеро где га прождире Онај Који Мотри из Воде. Тарг, један од Фрекиних генерала, прати их и киднапује Херу. Одводи је у Вулфово утврђење у Изенгарду, где она открива да је Вулф постао високи господар Данленђана, вођа побуњеничких планинских племена. Она му нуди брак како би зауставила његов напад на Рохан, али је спашавају Фреалаф и њена тетка Олвина.
Вулф напада Рохан. Хелм сматра Фреалафа кукавицом јер жели да евакуише Едорас у тврђаву Дунахароу, и протерује га. Хелм се припрема за битку након што му лорд Торн обећава помоћ, али Хера открива да је Торн издајник; он покушава да је убије, али га Хера и њен коњ убијају. Док битка почиње, Хера евакуише житеље Едораса у Роград схватајући да је њен отац издан и да је његова војска бројчано надјачана. Вулф убија Хелмовог сина Халета у борби, а затим заробљава његовог брата Хаму и убија га пред Хелмом, који се понудио да умре уместо њега. Вулф започиње опсаду Рограда која траје током зиме и гради огромну опсадну кулу.
Хелм, рањен и обузет тугом, ноћу се искрада кроз тајне пролазе како би голим рукама убијао Вулфове људе. Током једног од тих ноћних напада, Хера га проналази док убија трола, и заједно откривају два орка из Мордора који скидају прстенове са мртвих по налогу свог господара. Хелм води Херу назад до капија Рограда. Када Вулф и његове снаге почну да их прогоне, Хелм остаје да омогући Херин бег и гине у борби, замрзнут стојећи усправно, са непоклекнутим коленима.
Хера шаље орла са Хелмовим оклопом Фреалафу за помоћ и, обучена у стару венчаницу, јаше на мост опсадне куле коју је Вулф управо спустио како би напао Роград, и изазива га на борбу како би одвукла пажњу његове војске и омогућила Рохирима да побегну кроз тајни пролаз. Она побеђује Вулфа и тражи његову предају. Тарг, који је саветовао Вулфа да обустави опсаду, слаже се с њом, али Вулф га убија. Фреалаф стиже са својим људима и користи Хелмов рог и оклоп да уплаши Данленђане, који мисле да се Хелм вратио из мртвих, па беже. Вулф напада Херу, али га она задави штитом, окончавајући рат.
Долина Рограда и њена тврђава добијају име Хелмов понор по покојном краљу. Саруман Бели постаје нови чувар Изенгарда и нуди пријатељство Фреалафу, новом краљу Рохана. Хера, незаинтересована за престолом, одлази са Олвином у потрагу за пустоловинама; прва од њих је сусрет са Гандалфом, који има питања о орцима који трагају за прстеновима. Јовајна закључује причу са тврдњом да је Хера остала дивља и слободна до краја свог живота.

## Гласовне улоге
| Глумац                | Улога            |
| --------------------- | ---------------- |
| Брајан Кокс           | Хелм Маљшака     |
| Гаја Вајс             | Хера             |
| Лук Пасквалино        | Вулф             |
| Миранда Ото           | Јовајна          |
| Лорејн Ешборн         | Олвина           |
| Јаздан Кафури         | Хама             |
| Бенџамин Вејнрајт     | Халет            |
| Лоренс Убонг Вилијамс | Фреалаф Хилдесон |
| Шон Дули              | Фрека            |
| Мајкл Вајлдман        | генерал Тарг     |